# Jean Robic
Jean Robic (10. juni 1921 i Vouziers, Champagne-Ardenne – 6. oktober 1980).
Fransk cykelrytter, som vandt Tour de France i 1947.
Jean Robic var den første vinder efter 2. verdenskrig.
Først på den sidste etape – 140 km fra Paris – erobrede han overraskende den gule trøje, ved at angribe Pierre Brambilla.
Hans professionelle karriere var fra 1943 til 1961.
Han døde i en bilulykke nær Claye-Souilly.